# Hiroko Óta
Hiroko Óta (japonsky 大田 弘子, Óta Hiroko, * 2. února 1954 Kagošima) je japonská politička a ekonomka.
Narodila se 2. února 1954 a v roce 1976 zdárně zakončila studia na Tokijské obchodní univerzitě.
Sloužila jako ministryně hospodářské politiky japonské vlády. Je prezidentkou japonské Národní univerzity a profesorkou na Národním institutu politických studií v Tokiu. Její akademickou specializací jsou státní veřejné finance a hospodářská politika.
V dubnu 2014 byla jmenována do funkce předsedkyně představenstva společnosti Mizuho Financial Group, druhou největší japonskou skupinou finančních služeb.